# Gyászos hantmadár
A gyászos hantmadár (Oenanthe lugens) a madarak osztályának verébalakúak (Passeriformes) rendjébe és a légykapófélék (Muscicapidae) családjába tartozó faj.

## Rendszerezése
A fajt Martin Hinrich Carl Lichtenstein német ornitológus le 1823-ban, a Saxicola nembe Saxicola lugens néven.

## Alfajai
- Oenanthe lugens halophila (Tristram, 1859) - Észak-Afrika; Marokkótól keletre Egyiptom nyugati részéig
- Oenanthe lugens lugens (Lichtenstein, 1823) - Szudán északkeleti része, Egyiptom keleti részétől keletre Szaúd-Arábia északnyugati részéig és Jordánia
- Oenanthe lugens warriae Shirihai & Kirwan, 2011) - Jordánia északkeleti része és Dél-Szíria
- Oenanthe lugens persica (Seebohm, 1881) - Irán[2]

## Előfordulása
Észak-Afrikában és a Közel-Keleten, Algéria, Bahrein, Ciprus, az Egyesült Arab Emírségek, Egyiptom, Eritrea, Etiópia, Irán, Irak, Izrael, Jemen, Jordánia, Katar, Kenya, Kuvait, Libanon, Líbia, Mauritánia, Marokkó, Niger, Omán, Pakisztán, Palesztina, Szaúd-Arábia, Szomália, Szudán, Szíria, Tanzánia, Tunézia és Törökország területén honos.
Természetes élőhelyei a szubtrópusi vagy trópusi füves puszták és sziklás sivatagok, valamint vidéki kertek. Állandó, nem vonuló faj.

## Megjelenése
Testhossza 14–16 centiméter, testtömege 19–25 gramm.

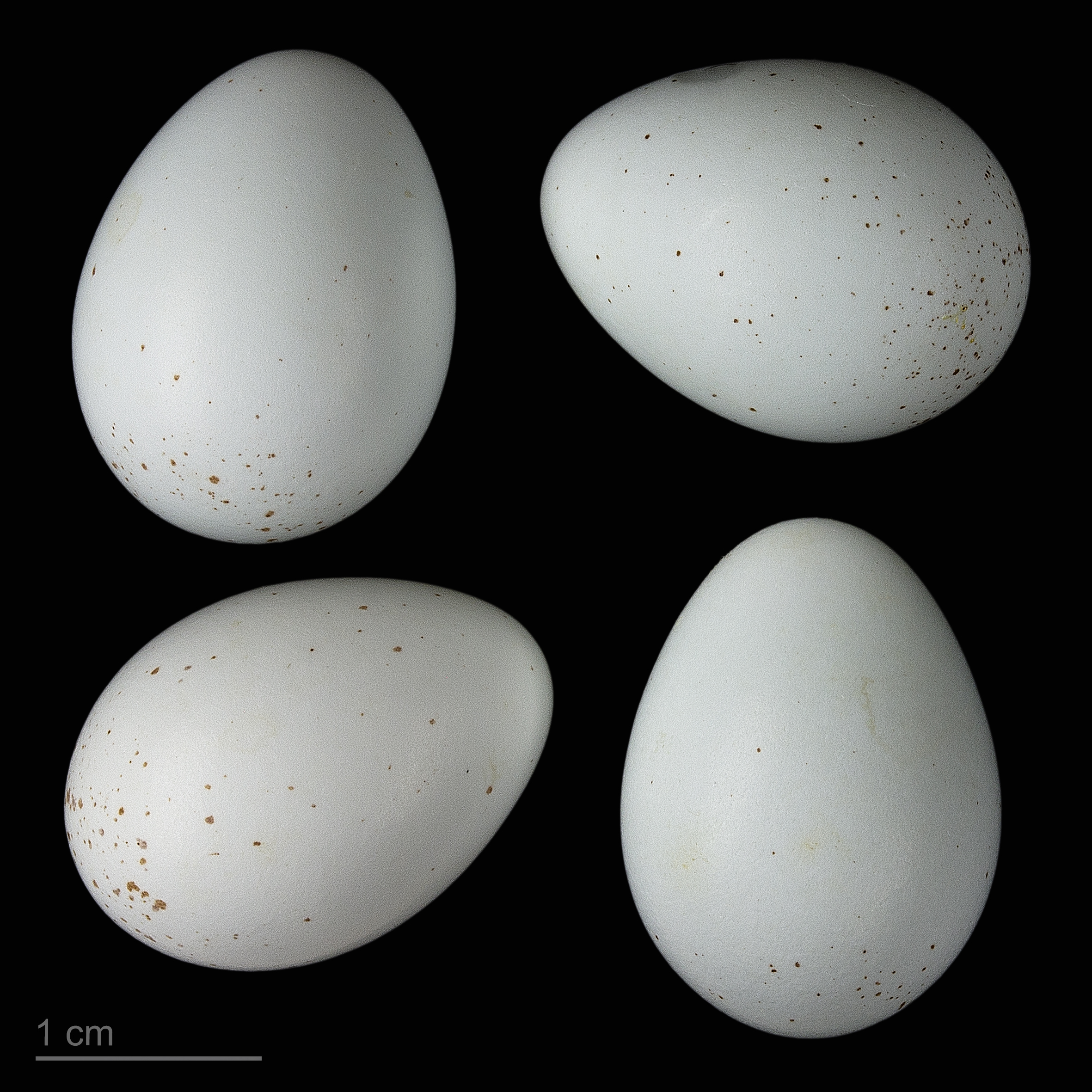
Oenanthe lugens lugens

|  |

## Életmódja
Rovarokkal táplálkozik, elsősorban hangyákkal.

## Természetvédelmi helyzete
Az elterjedési területe rendkívül nagy, egyedszáma pedig stabil. A Természetvédelmi Világszövetség Vörös listáján nem fenyegetett fajként szerepel.